# Bafwasende
Bafwasende – miasto w Demokratycznej Republice Konga, nad rzeką Lindi, w prowincji Tshopo.
W 2019 roku miasto przyjęło ponad 2000 uchodźców z Bigbolo, uciekających przed bojownikami Mai Mai.